# Cacioricotta
La cacioricotta est un fromage au lait de chèvre ou de brebis du Sud de l'Italie.